# Modelo cognitivo
Um modelo cognitivo é uma aproximação de um ou mais processos cognitivos em humanos ou outros animais para fins de compreensão e previsão. Existem muitos tipos de modelos cognitivos, e eles podem variar de diagramas de caixa e seta a um conjunto de equações a programas de software que interagem com as mesmas ferramentas que os humanos usam para concluir tarefas.
Os modelos cognitivos podem ser desenvolvidos dentro ou sem uma arquitetura cognitiva, embora os dois nem sempre sejam facilmente distinguíveis. Em contraste com as arquiteturas cognitivas, modelos cognitivos tendem a se concentrar em um único fenômeno ou processo cognitivo (por exemplo, aprendizado de lista), como dois ou mais processos interagem ou em fazer previsões comportamentais para uma tarefa específica ou ferramenta (por exemplo, como a instituição de um novo pacote de software afetará a produtividade). As arquiteturas cognitivas tendem a se concentrar nas propriedades estruturais do sistema modelado e ajudam a restringir o desenvolvimento de modelos cognitivos dentro da arquitetura. Da mesma forma, o desenvolvimento do modelo ajuda a informar as limitações e deficiências da arquitetura. Algumas das arquiteturas mais populares para modelização cognitiva incluem ACT-R, Clarion, LIDA e Soar.

## Sistemas dinâmicos
Na abordagem computacional tradicional, as representações são vistas como estruturas estáticas de símbolos discretos. A cognição ocorre pela transformação de estruturas de símbolos estáticos em etapas discretas e sequenciais. A informação sensorial é transformada em entradas simbólicas, que produzem saídas simbólicas que são transformadas em saídas motoras. Todo o sistema opera em um ciclo contínuo.
O que falta nessa visão tradicional é que a cognição humana acontece continuamente e em tempo real. Dividir os processos em etapas de tempo discretas pode não capturar totalmente esse comportamento. Uma abordagem alternativa é definir um sistema com (1) um estado do sistema em um determinado momento, (2) um comportamento, definido como a mudança ao longo do tempo no estado geral e (3) um conjunto de estados ou espaço de estados, representando a totalidade dos estados gerais em que o sistema poderia estar. O sistema se distingue pelo fato de que uma mudança em qualquer aspecto do estado do sistema depende de outros aspectos do mesmo ou de outros estados do sistema.
Um modelo dinâmico típico é formalizado por várias equações diferenciais que descrevem como o estado do sistema muda ao longo do tempo. Ao fazê-lo, a forma do espaço das trajetórias possíveis e as forças internas e externas que moldam uma trajetória específica que se desenvolve ao longo do tempo, em vez da natureza física dos mecanismos subjacentes que manifestam essa dinâmica, carregam força explicativa. Nessa visão dinâmica, as entradas paramétricas alteram a dinâmica intrínseca do sistema, em vez de especificar um estado interno que descreve algum estado de coisas externo.